# Mount Bigo
Mount Bigo är ett berg i Antarktis. Det ligger i Västantarktis. Argentina, Chile och Storbritannien gör anspråk på området. Toppen på Mount Bigo är 1 980 meter över havet.
Terrängen runt Mount Bigo är bergig åt sydost, men åt nordväst är den kuperad. En vik av havet är nära Mount Bigo västerut. Trakten är obefolkad. Det finns inga samhällen i närheten.